# Клосовский, Славомир
Славомир Клосовский (пол. Sławomir Kłosowski) — польский учитель и политик, бывший заместитель Министра национального образования, депутат Сейма Польши и депутат Европарламента. Воевода Опольского воеводства (2021-2023).

## Биография
Родился 21 февраля 1964 года в деревне Вамбежице, ПНР (ныне в Клодзском повяте Нижнесилезского воеводства).
Окончил педагогический факультет Опольского университета в 1988, аспирантуру в области местного самоуправления во Вроцлавском университете и аспирантуру в области менеджмента в Экономическом университете в Катовице в 1992. После работал учителем истории и обществознания.
Состоял в партии «Избирательная Акция Солидарность» и был секретарем её Опольского отделения.
В 2002 вступил в партию «Право и Справедливость».
До 2005 года был депутатом Опольского городского совета.
На Парламентских выборах 2005 года избран депутатом Сейма, получив 17 894 голосов.
С 2006 по 2007 был заместителем Министра национального образования.
Переизбирался в Сейм на Парламентских выборах 2007, 2011 и 2015 годов.
С 2015 по 2018 был депутатом Европарламента 8-го созыва.
12 марта 2021 года назначен Премьер-министром Польши Воеводой Опольским.